# Francisco Sosa Wagner
Francisco Sosa Wagner (Al-Hoseyma, 10 giugno 1946) è un politico spagnolo.
È stato eletto Europarlamentare nel 2009 e nuovamente nel 2014, ma ha rassegnato le dimissioni nell'ottobre dello stesso anno. Per entrambi i mandati è stato eletto in Spagna come rappresentante del partito Unione, Progresso e Democrazia.